# Nurse (album)
Nurse è il terzo album in studio del gruppo musicale nordirlandese Therapy?, pubblicato nel 1992.

## Tracce
1. Nausea – 3:56
2. Teethgrinder – 3:26
3. Disgracelands – 3:42
4. Accelerator – 2:15
5. Neck Freak – 5:51
6. Perversonality – 3:52
7. Gone – 6:23
8. Zipless – 2:53
9. Deep Sleep – 5:14
10. Hypermania – 2:48

## Formazione
- Andy Cairns – voce, chitarra
- Fyfe Ewing – voce, batteria
- Michael McKeegan – basso